# 1798 au Nouveau-Brunswick
Chronologie du Nouveau-Brunswick
- 1794
- 1795
- 1796
- 1797
- 1798
- 1799
- 1800
- 1801
- 1802

Cette page concerne des événements d'actualité qui se sont produits durant l'année 1798 dans la colonie du Nouveau-Brunswick.

## Événements
- Inondation du  Fleuve Saint-Jean affectant plusieurs localités.

## Décès
- 6 mars : Alexis Landry, commerçant.
- 25 décembre : Elias Hardy, député.